# 대전 중구의 국회의원

## 행정구역 변천
- 1977년 9월 1일 충청남도 대전시 중구 설치
- 1983년 2월 15일 대덕군 유성읍·구즉면 일부(문지리·전민리·원촌리)·탄동면 일부(신성리·가정리·도룡리·장동리·내동리·화암리·덕진리·하계리)·기성면 일부(가수원리·도안리·관저리)·진잠면 일부(교촌리·대정리·용계리·학하리·내동리)가 대전시 중구에 편입
- 1988년 1월 1일 중구 복수동·안영동·도마동·정림동·변동·용문동·탄방동·삼천동·괴정동·가장동·내동·갈마동·둔산동·월평동·원내동·교촌동·대정동·용계동·학하동·계산동·가수원동·도안동·관저동·봉명동·구암동·덕명동·원신홍동·상대동·복룡동·장대동·갑동·노은동·지족동·죽동·궁동·어은동·구성동·문지동·전민동·원촌동·신성동·가정동·도룡동·장동·방현동·화암동·덕진동·하기동이 서구로 분구
- 1989년 1월 1일 서구 안영동·대덕군 산내면 일부를 편입하여 '대전직할시 중구'로 승격
- 1995년 1월 1일 대전광역시 중구

## 대전 중구의 역대 국회의원 일람
| 대수   | 이름           | 소속정당     | 임기                             | 선거구역                         | 개표결과  |
| ------ | -------------- | ------------ | -------------------------------- | -------------------------------- | --------- |
| 제10대 | 임호(林湖)     | 무소속       | 1979년 3월 12일~1980년 10월 27일 | 대전시 동구·중구 일원(제1선거구) |           |
| 제10대 | 김용태(金龍泰) | 민주공화당   | 1979년 3월 12일~1980년 8월 27일  | 대전시 동구·중구 일원(제1선거구) |           |
| 제11대 | 이재환(李在奐) | 민주정의당   | 1981년 4월 11일~1985년 4월 10일  | 대전시 중구 일원(제2선거구)      |           |
| 제11대 | 류인범(柳寅範) | 민주한국당   | 1981년 4월 11일~1985년 4월 10일  | 대전시 중구 일원(제2선거구)      |           |
| 제12대 | 강창희(姜昌熙) | 민주정의당   | 1985년 4월 11일~1988년 5월 29일  | 대전시 중구 일원(제2선거구)      |           |
| 제12대 | 김태룡(金泰龍) | 신한민주당   | 1985년 4월 11일~1988년 5월 29일  | 대전시 중구 일원(제2선거구)      |           |
| 제13대 | 김홍만(金洪萬) | 신민주공화당 | 1988년 5월 30일~1992년 5월 29일  | 대전시 중구 일원                 |           |
| 제14대 | 강창희(姜昌熙) | 무소속       | 1992년 5월 30일~1996년 5월 29일  | 중구 일원                        |           |
| 제15대 | 강창희(姜昌熙) | 자유민주연합 | 1996년 5월 30일~2000년 5월 29일  | 중구 일원                        | 결과 보기 |
| 제16대 | 강창희(姜昌熙) | 자유민주연합 | 2000년 5월 30일 ~2004년 5월 29일 | 중구 일원                        | 결과 보기 |
| 제17대 | 권선택(權善宅) | 열린우리당   | 2004년 5월 30일~2008년 5월 29일  | 중구 일원                        | 결과 보기 |
| 제18대 | 권선택(權善宅) | 자유선진당   | 2008년 5월 30일~2012년 5월 29일  | 중구 일원                        | 결과 보기 |
| 제19대 | 강창희(姜昌熙) | 새누리당     | 2012년 5월 30일~2016년 5월 29일  | 중구 일원                        | 결과 보기 |
| 제20대 | 이은권(李殷權) | 새누리당     | 2016년 5월 30일~2020년 5월 29일  | 중구 일원                        | 결과 보기 |
| 제21대 | 황운하(黃雲夏) | 더불어민주당 | 2020년 5월 30일~ 2024년 5월 29일 | 중구 일원                        | 결과 보기 |
| 제22대 | 박용갑(朴龍甲) | 더불어민주당 | 2024년 5월 30일 ~ 현재           | 중구 일원                        | 결과 보기 |

※2022년 4월 10일, 대한민국 제22대 국회의원 선거에서는 더불어민주당의 박용갑 후보자가 당선되었다.

## 같이 보기
- 대전시의 국회의원
- 대전 대덕구의 국회의원
- 대전 서구의 국회의원
- 대전 동구의 국회의원
- 대전 유성구의 국회의원
- 중구 (대전 선거구)